# Chlorodrepanis virens
El amakihi de Hawái (Chlorodrepanis virens) es una especie de ave paseriforme de la familia Fringillidae endémica de Hawái.

## Distribución y hábitat
Se encuentra en los bosques de ohias y manames de las islas de Hawái y Maui, anteriormente se encontraba también en Molokai y Lanai.